# Giovan Battista Rossi
Giovan Battista Rossi (Noale, 23 dicembre 1737 – Treviso, 5 aprile 1826) è stato un presbitero italiano.

## Biografia
Affidatogli inizialmente l'incarico di segretario del vescovo Giovanni Francesco Mora ad Adria, fu in seguito nominato Cancelliere di Curia a Treviso. Collaborò con il vescovo Bernardino Marini in epoca napoleonica nel non riconoscere validità canonica, nella diocesi di Treviso, alle decisioni delle autorità civili sui sacerdoti. Durante i circa cinquant'anni di cancelleria fu anche parroco presso le chiese di San Vito e (successivamente) di Santo Stefano. Nei primissimi anni del XIX secolo venne inserito come canonico nel Capitolo del Duomo di Treviso, del quale fu vicario dal 1803 e decano dal 1809. 
Dal 1816 al 1823 fu vicario capitolare, carica che, durante la sede vacante lo portò a reggere per 8 anni il governo della diocesi di Treviso durante i delicati anni della Restaurazione e che gli aveva fatto assumere molte attribuzioni che spettavano al vescovo, compresa quella di emanare lettere pastorali, tra le quali una in cui, in sintonia con quelle dei vescovi veneti, prese dura posizione contro i carbonari, seguendo le direttive delle autorità civili austriache. Gli atti del governo della diocesi da parte del canonico Giovan Battista Rossi sono reperibili tramite Siousa.
Fu inoltre direttore della Biblioteca Capitolare di Treviso dopo la morte del predecessore, Rambaldo degli Azzoni Avogaro-
Nel 1810 cedette al comune di Treviso la propria raccolta libraria personale, costituita soprattutto da manoscritti e volumi antichi da lui acquisiti in seguito alle soppressioni monastiche di età napoleonica. Si tratta di circa 10.000 volumi, 177 manoscritti e 400 incunaboli. La collezione rappresenta tuttora uno dei fondi più cospicui e preziosi della Biblioteca comunale di Treviso, della quale egli fu, negli ultimi anni di vita, prefetto (e di fatto fondatore).
Membro e segretario dell'Ateneo di Treviso (istituito da Napoleone nel 1810), pubblicò negli atti del 1817 il saggio Sulla dedizione di Treviso al Governo della Repubblica Veneta. Definito "uomo di molta erudizione" e "il nestore della trivigiana letteratura".
Il comune di Noale gli ha dedicato una via.

## Opere
- Lettera discorsiva di anonimo trivigiano con appendice di documenti